# Иван Иванов (генерал, р. 1915)
Вижте пояснителната страница за други личности с името Иван Иванов.
Иван Георгиев Иванов (Свирчев) е български партизанин офицер, генерал-майор от МВР.

## Биография
Роден е през 1915 г. в Пловдивско. По време на Втората световна война е партизанин в Пловдивско с партизанско име Свирчев. След 9 септември 1944 г. влиза в МВР. Бил е началник на Втори милиционерски участък в Пловдив. От 1964 г. е полковник и началник на Пловдивския затвор. От 1972 г. е генерал-майор.